# Důl Heřmanice
Důl Heřmanice o.z., Ostrava-Heřmanice se rozkládal v severovýchodní části Ostravské dílčí pánve. Tvořily jej tři doly: Důl Heřmanice, Důl Rychvald a Důl Petr Cingr. Důlní pole P. Cingr v oblasti Heřmanic mělo bývalé důlní pole Alpinské společnosti s jámou Oskar, zbývající část se rozkládala v katastru Michálkovic a Slezské Ostravy (doly SDF, Zwierzinovo těžířstvo, doly hraběte Wilczka a Salmovy doly). Důlní pole Heřmanice se rozkládalo v katastrální části Hrušova, Heřmanic a Rychvaldu. Působily zde především doly patřící Vítkovickému hornímu a hutnímu těžířstvu (VHHT).

## Historie
Hornická činnost v oblasti probíhala už od roku 1838 na Hrušovském dole (1844–1876) v podobě kutacích jam, které založilo Arcibiskupství Olomouc prostřednictvím ředitelství Rudolfovy hutě. Od roku 1840 ji mělo v nájmu Vítkovické těžířstvo. Bylo zde vyhloubeno mnoho mělkých kutacích jam např. jámy č. 15, 16, 17, 20, 21 a 22. V této oblasti se angažovalo i Kamenouhelné těžířstvo bratří Kleinů, které vedlo spor o získání důlních polí právě s Vítkovickým těžířstvem. Dlouhý sporný proces byl ukončen vyrovnáním v roce 1850, kdy kutací pole jižně od železnice Bohumín–Přerov připadla Vítkovickému těžířstvu a severně Kamenouhelnému těžířstvu bratří Kleinů. V Heřmanicích prováděl neúspěšně kutací práce i hrabě Harrach od něhož jámy odkoupilo Innské hlavní těžířstvo (později Rakouská alpinská montánní společnost). Jako první hlubinný důl byl založen v roce 1872 důl Ida (1872–1979) nájemní společností Vítkovické kamenouhelné doly v dobývacím poli Hrušov. V roce 1942 byl založen VHHT důl Viktoria (1942–1998) v dobývacím poli Heřmanice a v roce 1962 důl Rychvald (1962–1997) v důlním poli Rychvald (Viktoria a Viktoria I.). Doly Ida (Viktoria) a Viktoria I. byly v roce 1946 přejmenovány na Důl Generalissimus Stalin, od 31. 12. 1951 Důl Stalin, n. p a v roce 1962 Důl Rudý říjen, n.p. V roce 1966 došlo ke sloučení dolů Rudý říjen a Petr Cingr na Důl Rudý říjen k.p.

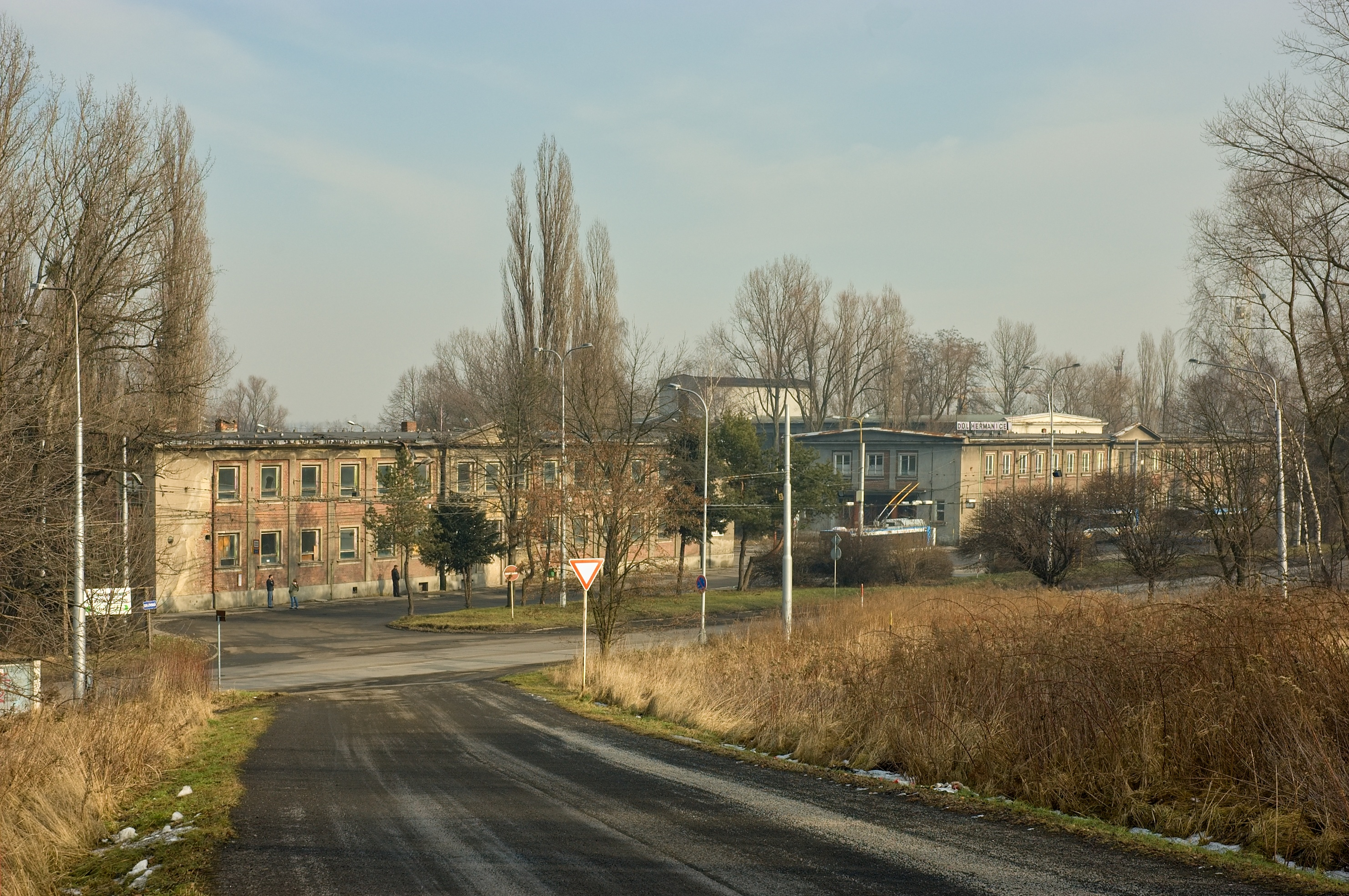
Budovy bývalého dolu Heřmanice v roce 2009

V šedesátých letech 20. století dochází k částečnému útlumu dolů, buď z důvodů vytěžení zásob nebo těžba byla řešena jiným způsobem. V roce 1969 byla ukončena těžba na dole Ida. Od 1. 1. 1991 Nastává opět změna názvu na Důl Heřmanice. K 1. 7. 1993 bylo důlní pole zrušeného Dolu Heřmanice začleněno pod Důl Odra.
Dne 30. června 1993 dochází k celkovému útlumu těžby uhlí. Jako poslední byla likvidována jáma a těžní věž Heřmanice 2. Unikátní kozlíková těžní věž, která tvořila výjimečnou dominantu ostravské čtvrti Heřmanice i jejího okolí, byla likvidována odstřelem 9. října 1998.